# Egyéni olimpiai versenyzők a 2000. évi nyári olimpiai játékokon
Az ausztráliai Sydneyben megrendezett 2000. évi nyári olimpiai játékokon részt vett 4 sportoló Kelet-Timorból egyéni olimpiai versenyzőkként (angolul: Individual Olympic Athletes – IOA). Azért csak ilyen módon tudtak indulni az olimpián, mert az akkor már függetlenné kikiáltott ország nemzeti olimpiai bizottságát még nem vette fel tagjai sorába a NOB.

## Atlétika
Férfi

| Versenyző        | Versenyszám | Eredmény | Helyezés |
| ---------------- | ----------- | -------- | -------- |
| Calisto da Costa | Maraton     | 2:33:11  | 71.      |

Női

| Versenyző            | Versenyszám | Eredmény | Helyezés |
| -------------------- | ----------- | -------- | -------- |
| Aguida Fatima Amaral | Maraton     | 3:10:55  | 43.      |

## Ökölvívás
| Versenyző    | Versenyszám | Selejtező                     | Nyolcaddöntő      | Negyeddöntő       | Elődöntő          | Döntő             | Helyezés |
| Versenyző    | Versenyszám | Ellenfél Eredmény             | Ellenfél Eredmény | Ellenfél Eredmény | Ellenfél Eredmény | Ellenfél Eredmény | Helyezés |
| ------------ | ----------- | ----------------------------- | ----------------- | ----------------- | ----------------- | ----------------- | -------- |
| Victor Ramos | Könnyűsúly  | Raymond Narh (GHA) · 0-15 RSC | kiesett           | kiesett           | kiesett           | kiesett           | 17.      |

RSC - a játékvezető megállította a mérkőzést (technikai KO)

## Súlyemelés
Férfi

| Versenyző          | Versenyszám | Szakítás | Szakítás | Lökés    | Lökés    | Összesen | Helyezés |
| Versenyző          | Versenyszám | Eredmény | Helyezés | Eredmény | Helyezés | Összesen | Helyezés |
| ------------------ | ----------- | -------- | -------- | -------- | -------- | -------- | -------- |
| Martinho de Araujo | 56 kg       | 67,5     | 20.      | 90,0     | 20.      | 157,5    | 20.      |